# Michalīs Sīfakīs
Michalīs Sīfakīs (in greco: Μιχάλης Σηφάκης; Arta, 11 settembre 1984) è un ex calciatore greco, di ruolo portiere.

## Palmarès

### Club

#### Competizioni nazionali
- Campionato greco: 1

Olympiakos: 2007-2008

### Individuale
- Portiere greco dell'anno: 2

2010, 2011